# Cucullia papoka
Cucullia papoka là một loài bướm đêm trong họ Noctuidae.